# آزابروبازون
آزابروبازون Azapropazone أو Rheumox هو مضاد التهاب لا ستيروئيدي يصرف بموجب وصفة طبية فقط، وذلك بسبب آثاره الجانبية والمحاذير الخاصة به. لم يعد يدرج ضمن الBNF 60.
يملك نصف عمر حوالي 20ساعة، وهو لايستقلب بشكل كبير.

## آلية العمل
له آلية عمل الفينيل بوتازون والذي له خصائص اليوريكوسيوريك محفز بيلة حمض اليوريك.

## الاستخدام والجرعة
- يستخدم لعلاج النقرس بجرعة 1.8غ باليوم على جرعات مجزأة، ومن ثم تخفض إلى 1.2غ باليوم على جرعات مجزأة.
- التهاب الفقار اللاصق التهاب الفقار المقسط والتهاب المفاصل الروماتيدي بجرعة 1.2غ باليوم على 2-4 جرعات مجزأة.

ملاحظة: يجب أن يتم أخذ الدواء مع الطعام.

## التحذيرات
- قرحة هضمية سابقة.
- بورفيريا.
- الاضطرابات الدموية.
- أمراض الأمعاء الالتهابية.
- الحساسية.
- لا يستخدم في النقرس الحاد لدى المسنين المصابين بفشل كلوي.
- الإرضاع.
- الأمراض الكلوية الحادة.

## الآثار الجانبية
- تفاعلات الحساسية.
- اضطرابات الجهاز الهضمي.
- عصبية.
- دوار ودوخة.
- صداع.
- قلق.
- تكزز.
- نعاس.
- اكتئاب.
- حساسية ضوئية.
- احتباس سوائل.
- ارتفاع ضغط الدم.
- بيلة دموية.
- اضطرابات دموية.

## التداخلات الدوائية
- يعزز من تأثير مضادات التخثر الفموية مثل الوارفارين.
- يعزز من تأثير الفينتوئين والسلفونيل يوريا.
- يزيد من التراكيز البلازمية لليثيوم والميثوتريكسات والغليكوزيدات القلبية.
- يزيد من السمية الكلوية عندما يستخدم مع المثبط الإنزيم المحول للأنجيوتنسين والسيكلوسبورين والتاكروليموس أو المدرات.
- قد يحدث فرط بوتاسيوم عند استخدامه مع المدرات أو المثبط الإنزيم المحول للأنجيوتنسين.
- قد يحدث تشويش وضعف إدراك مع الكينولون.
- يزيد الميكلوبرومايد من تأثير مضادات الالتهاب اللاستيروئيدية.
- يزداد خطر النزوف الهضمية والقرحات الهضمية مع الكورتيكوستيروئيدات والكلوبيدوغريل والمثبطات استرداد السيروتونين الانتقائية والتيكلوبيدين والبيسفوسفونات والبينتوكسي فيللين.
- تزداد السمية الدموية مع الزيدوفودين.
- تزداد تراكيزه البلازمية مع الريتونافير.
- يعدل الميفيبرستون وخافضات الضغط الدموية من تأثيره.